# Titanato de litio
El titanato de litio (nombre completo metatitanato de litio), también denominado litio-titanato, fórmula química Li2TiO3 y que se suele abreviar también como LTO, es un compuesto que contiene litio y titanio. A temperatura ambiente es un polvo de color blanco apagado.
Su número CAS es 12031-82-2.
Es el componente del ánodo de la batería de recarga rápida de litio-titanato. También se utiliza como aditivo en los cuerpos aislantes basados en titanatos de esmaltes de porcelana y cerámicas. Se prefiere como flujo (en metalurgia), debido a su estabilidad.

## Baterías de titanato de litio
La batería de litio-titanato es un tipo de batería recargable, que tiene la ventaja de ser más rápida para cargar que otras baterías de ion-litio.   Las baterías de titanato se utilizan en el vehículo eléctrico Mitsubishi i-MiEV vehículo y Honda los usa en su bicicleta eléctrica EV-neo y Fit EV.
Una batería de titanato de litio es una batería de litio-ion modificada.   La desventaja que tiene respecto a la convencional de litio-ion es que las de titanato tienen una tensión más baja y menor capacidad.
Las baterías de titanato de litio utilizan nanocristales de titanato de litio  en la superficie de su ánodo en lugar de carbono. Esto le da al ánodo de una superficie de unos 100 metros cuadrados por gramo, en comparación con los 3 metros cuadrados por gramo del carbono, permitiendo que los electrones entren y salgan del ánodo rápidamente. Esto hace que sea posible la recarga rápida y proporciona altas corrientes cuando sea necesario.
La desventaja es que las baterías de litio-titanato tienen una tensión inherente inferior, que conduce a una menor densidad de energía que las tecnologías de baterías de iones de litio convencionales.

### Marcas y uso

#### Altairnano
Altairnano produce baterías de titanato de litio en el marco de la línea "Nanosafe", principalmente como baterías para vehículos eléctricos. Algunos fabricantes de vehículos que han anunciado planes para utilizar las baterías Altairnano son Lightning  Car Company, que planea usarlos para el Lightning GT, un deportivo todo-eléctrico; Automóviles Phoenix, en sus deportivos eléctricos;  y Proterra, en su autobús todo-eléctrico de 10,5 metros de largo BE35 EcoRide.
Altairnano también ha desarrollado sistemas de almacenamiento de energía de titanato de litio para servicios auxiliares de almacenamiento en la red eléctrica  y en diversas aplicaciones militares.

#### Toshiba
Toshiba lanzó una batería de litio-titanato, llamada Super Charge Ion Battery (SCiB).  La batería está diseñada para ofrecer un 90% la capacidad de carga en solo 10 minutos.
Las baterías SCiB se utilizan en la biclicleta eléctrica Schwinn Tailwind.  Toshiba también ha mostrado su uso como una batería de ordenadores portátiles.   Toshiba ha anunciado planes para llevar la batería SCiB a los vehículos eléctricos.